# Aechmea grazielae
Aechmea grazielae là một loài thực vật có hoa trong họ Bromeliaceae. Loài này được Martinelli & Leme mô tả khoa học đầu tiên năm 1987.